# Amy Dumas
Amy Dumas (født d. 14. april 1975) er en amerikansk fribryder, bedst kendt fra World Wrestling Entertainment hvor hun kæmpede som Lita.